# 先皇理工大学
先皇理工大学（简称“KMITL”）是泰国重点技术与科学大学之一。学校前身是一所创建于1960年的暖武里府电信学校。1965年泰国教育部将3个学院，即暖武里电信学院、拍那空北技术学院和吞武力技术学院，统一命名为先皇理工大学，随后先皇技术学院分为3个校区。拉玛九世国王赐名“先皇理工大学”，学校名字取自国王拉玛四世。建成了以工为主，理、工、农、建、教为辅的教育体制。

## 學院設置
目前，先皇理工大学提供學士、碩士和博士學位。聯營課程與國際課程，總共由由8個學院，4個學院組成，以下為大學本科：

### 工程學院
- 電信工程系
  - 電信工程課程
- 電氣工程系
  - 電氣工程課程
  - 電力工程課程
- 電子工程系
  - 電子工程課程
- 生物醫學工程系
- 測控工程系
  - 自動化工程課程
  - 控制系統工程課程
  - 儀器工程課程
  - 機電工學課程
- 計算機工程系
  - 計算機工程課程
  - 信息工程課程
  - 物聯網和信息系統工程
- 機械工程系
  - 機械工程課程
  - 農業工程課程
  - 軌道交通工程課程
- 土木工程系
  - 土木工程課程
- 化學工程系
  - 化學工程課程
  - 石油化工課程
- 食品工程系
  - 食品工程課程
- 工業工程系
  - 工業工程課程
  - 設計製造與材料工程課程
- 雙學士學位課程
  - IoT: IoT System and Information Engineering & Bachelor of Science Program in Industrial Physics , 物聯網和信息系統工程 & B.Sc. 工業物理系
  - 工學學士（農業工程）& 理學學士（智能農場管理計劃）
- 國際交叉工程項目 - SIIE: School of International & Interdisciplinary Engineering Programs
  - BME: Biomedical Engineering - 生物醫學工程
  - CHEM: Chemical Engineering - 化學工程
  - CIE: Computer Innovation Engineering - 計算機創新工程
  - CIV: Civil Engineering - 土木工程
  - EE: Electrical Engineering - 電氣工程
    - 通信與數據專業
    - 電力專業
    - 機電專業
    - 電子專業

  - ENE：Energy Engineering - 能源工程
  - EME：Engineering Management and Entrepreneurship - 工程管理與創業
  - FE：Financial Engineering - 金融工程5年，學士學位 (Ladkrabang-NIDA)
  - IEDMS：Industrial Engineering & Digital Management Systems - 工業工程和數字管理系統
  - ME：Mechanical Engineering - 機械工程
  - RAI: Robotics & AI Engineering - 機器人工程與人工智能
  - SE：Software Engineering - 軟件工程
- 雙學士學位課程
  - 工學學士（土木工程）＆ 理學學士（建築學）
  - 工學學士（智能材料技術）＆ 工學學士（機器人與人工智能工程）
  - 工程學士（生物醫學工程）＆ 醫學博士
  - B.Eng.(Biomedical Engineering) & Doctor of Dental Surgery 生物醫學工程和牙科博士 (即將設立)

### 建築學院
- 室內建築系
- 風景園林系
- 工藝美術系
- 3D信息設計程序
- 傳播藝術系
- 電影與數字媒體系
- 攝影系
- 繪畫系
- 雕塑系
- 版畫系
- 國際項目
  - 數字建築與設計思維專業建築學理學士（國際項目）
  - 創意藝術與策展研究美術學士課程（國際課程）（2022年設立）
- 雙學士學位課程
  - 工學學士（土木工程）和理學學士（建築學）

### 工業教育與技術學院
- 教育、建築與設計系
  - 建築教育計劃（5年）
  - 內部環境與教育課程（5年）
  - 設計教育課程（5年）
- 工程教育系
  - 工程教育計劃（5年）
- 農業教育系
  - 農業教育計劃（5年）

### 理學院
- 應用數學系
- 計算機科學系
- 工業化學系
- 環境化學系
- 工業微生物學系
- 工業微生物學系（國際項目）（不招收學生）
- 生物技術系
- 應用物理系
- 應用統計學系
- 主要工程和工業化學計劃（國際項目）（2021年設立）
- 應用數學

### 文學院

#### 文學士課程
- 日語課程
- 英語專業
- 旅遊酒店創新計劃
- 工業漢語項目
  - 未來課程
- 法學士課程

### 農業技術學院

#### 理學士課程
- 植物生產技術系
- 動物生產技術與肉類科學系
- 水產養殖創新和漁業資源管理計劃
- 農業發展計劃
- 智慧農場管理計劃
- 景觀環境學科
- 農業傳播藝術系

### 食品工業學院
- 農產工業部
- 發酵技術方案
- 食品加工工程
- 烹飪科學與食品服務技術（國際項目2018）

### 信息技術學院

#### 理學士課程
- 信息技術系
- 商業信息技術（國際項目）
- 數據科學與商業分析系

### 工商管理學院
- 工商管理學士課程
  - 產業管理創新
  - 創新管理與創業
- 理學士課程
  - 商業經濟與管理系
- 工商管理學士（國際項目）
  - 商業管理
  - 全球創業

### 先進製造創新學院

#### 製造系統工程工學士課程
- B.Eng. Manufacturing System Engineering - 製造系統工程
- B.Eng. Manufacturing System Engineering - 製造系統工程（3年制連續課程）

### 納米技術學院
- 納米材料工程系
- Bachelor of Engineering Program in Smart Materials Technology and Bachelor of Engineering Program in Robotics and AI - 智能材料技術工程學士學位課程和機器人與人工智能工程學士學位課程（雙學位）（國際課程）

### 教育創新研究學院
- 先皇國際示範學校

### 國際航空工業學院

#### 工程學士課程（國際項目）
- Aeronautical Engineering and Commercial Pilot - 航空工程與商業飛行員
- Aerospace Engineering - 航空工程
  - Aviation Data Analysis and AeroSpace Engineering - 航空數據分析與航空工程（2022年開放）
  - Unmanned Aircraft Systems Engineering - 無人機系統工程（2022年開放）
  - Aviation Maintenance Engineering - 航空維修工程（2022年開放）

#### 理學士課程（國際項目）
- 物流管理專業

### 音樂科學工程學院（Institute of Music Science and Engineering: IMSE）

#### 音樂與多媒體工程
- 音樂與多媒體工程課程
- 音樂與多媒體管理課程

### 空間與地球系統工程學院（College of Space and Earth Systems Engineering: SESE）
- Earth Systems & Environmental Engineering - 地球系統與環境工程
- Space Engineering - 空間工程

### 醫學院

#### 醫學博士課程
- 醫學系（國際項目）

### 牙醫學院

#### 牙醫博士課程
- 牙醫系（國際項目）

### 護理學院

#### 護理學士課程
- 護理系（國際項目）

### 研究所（KOSEN - KMITL）

#### 工程文憑（學制5年，接受高中畢業生）（英日課程）
- 機電工程（2019）
- 計算機工程（2021）
- 電氣與電子工程（2023）

#### 進階課程
- 生產工程（2024）